# Clairvillia
Clairvillia – rodzaj muchówek z rodziny rączycowatych (Tachinidae).

## Wybrane gatunki
- C. amicta Reinhard, 1962[1]
- C. biguttata (Meigen, 1824)[2]
- C. nitoris (Coquillett, 1898)[1]
- C. pninae Kugler, 1971[2]
- C. timberlakei (Walton, 1914)[1]